# Ogunquit
Ogunquit es un pueblo ubicado en el condado de York en el estado estadounidense de Maine. En el Censo de 2010 tenía una población de 892 habitantes y una densidad poblacional de 22,59 personas por km².
El escritor Stephen King ubica a Ogunquit como la residencia de origen de dos de sus personajes ficticios, protagonistas de la novela "Apocalipsis": Frances Goldsmith, y Harold Emery Lauder, uno de los villanos principales. Una parte de la trama inicial se desarrolla en el lugar.

## Geografía
Ogunquit se encuentra ubicado en las coordenadas 43°13′53″N 70°35′5″O / 43.23139, -70.58472. Según la Oficina del Censo de los Estados Unidos, Ogunquit tiene una superficie total de 39.48 km², de la cual 10.82 km² corresponden a tierra firme y (72.59%) 28.66 km² es agua.

## Demografía
Según el censo de 2010, había 892 personas residiendo en Ogunquit. La densidad de población era de 22,59 hab./km². De los 892 habitantes, Ogunquit estaba compuesto por el 96.97% blancos, el 0.11% eran afroamericanos, el 0.11% eran amerindios, el 1.01% eran asiáticos, el 0% eran isleños del Pacífico, el 0.45% eran de otras razas y el 1.35% pertenecían a dos o más razas. Del total de la población el 1.46% eran hispanos o latinos de cualquier raza.